# Tuc des Crabes
El Tuc des Crabes és una muntanya de 2.472 metres que es troba al municipi de Vielha e Mijaran, a la comarca de la Vall d'Aran.